# 馬龍圖
馬龍圖為中國清朝武官官員，本籍廣東。於1748年（乾隆13年）奉旨調任前往台灣擔任台灣北路協副將。同年，他接任朱光正擔任台灣鎮總兵，後來並輾轉連任三任。是台灣清治時期此期間，受台灣道制約的台灣地區最高軍事首長。

## 外部連結
- 《馬龍圖》中央研究院 （页面存档备份，存于）

| 前任： 梁時楹 | 台灣北路協副將 1748年上任 | 繼任： 郭宏基 |

| 前任： 朱光正 | 台灣鎮總兵 1748年上任 | 繼任： 薛瑞 |

| 前任： 馬負書 | 台灣鎮總兵 1751年上任 | 繼任： 陳林每 |

| 前任： 馬大用 | 台灣鎮總兵 1756年上任 | 繼任： 林洛 |